# 八木家住宅 (河内長野市)
八木家住宅（やぎけじゅうたく）は、大阪府河内長野市三日市町に所在する歴史的建築物。主屋等が国の登録有形文化財に登録されている。

## 概要
江戸時代、高野街道の宿場町として栄えた三日市宿に建つ。かつては木綿問屋を経て、酒造が営まれていた。2008年 (平成20年) 10月23日、以下が国の登録有形文化財となる。
- 主屋
  - 天井や鴨居から18世紀後半建築と推定される。建築面積134平方メートル。高野街道に西面する木造、平屋建、切妻造、瓦葺。間口8間半で正面に深い軒があり、中央南寄りに大戸口を持つ。内部は南半分に土間、北半分に座敷を配置する[1]。

- 土蔵

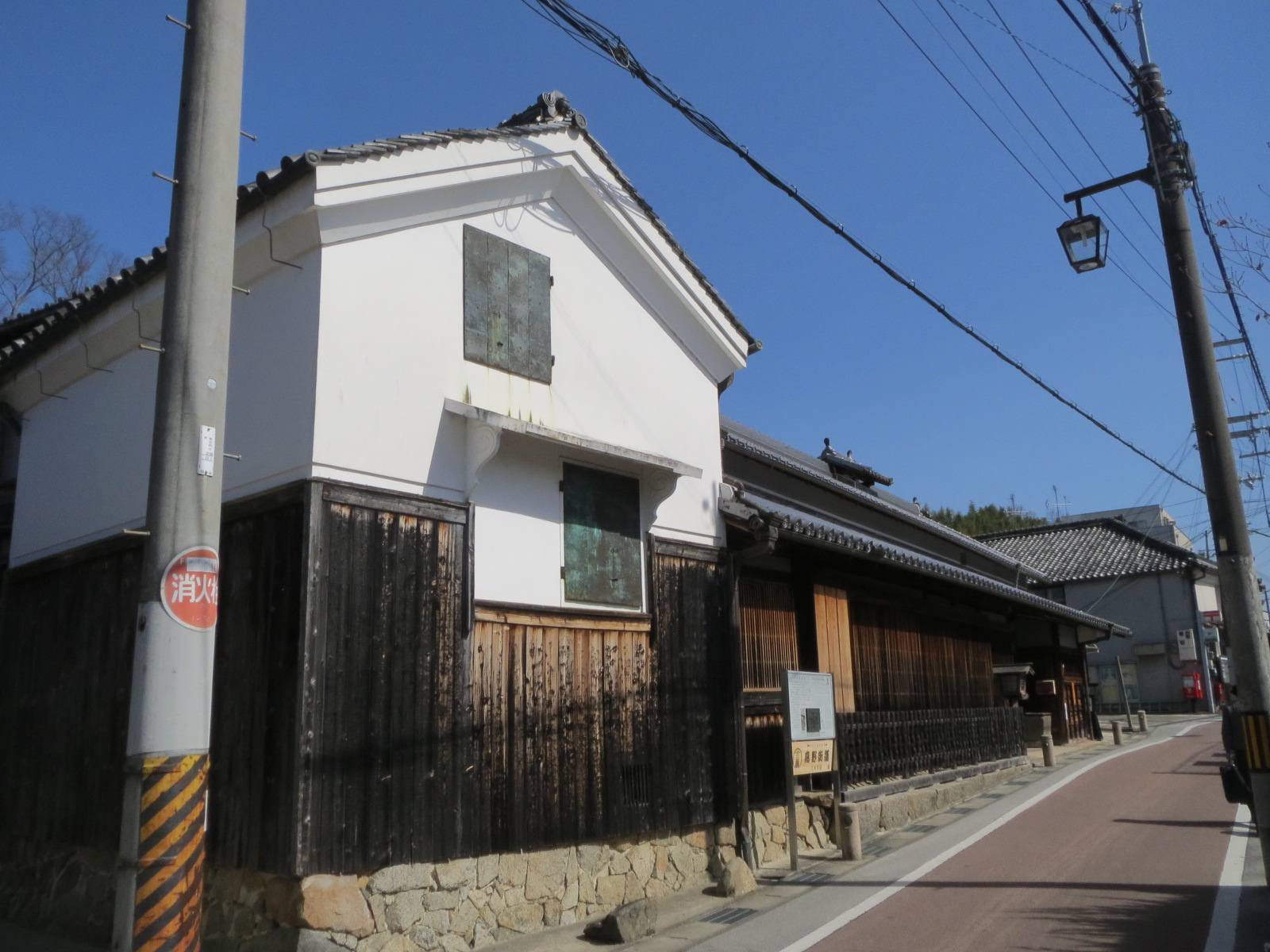
八木家住宅土蔵

  - 江戸時代末期建築。建築面積23平方メートル。主屋の北面に建ち、切妻造、本瓦葺、2階建て。外壁は白漆喰仕上げで、腰に杉の焼板がある。通り側の面に銅板の扉を吊り、1階の窓には漆喰仕上げの庇が付く[2]。

## 交通アクセス
- 南海高野線三日市町駅より徒歩3分。